# 藤森祥平
藤森 祥平（ふじもり しょうへい、1978年12月26日 - ）は、TBSテレビのアナウンサー・報道記者。
2021年10月1日から2023年8月までは、アナウンス職を離れて、TBSテレビ報道局ニュースセンターの外信部で記者として活動。2021年12月から2023年8月までJNNニューヨーク支局の特派員を務めた後に、日本への帰国を経て、2023年9月からアナウンス職に復帰している。

## 来歴
東京都出身。慶應義塾高等学校から慶應義塾大学経済学部へ進学。高校生時代には、学内の軟式野球部で活動していた。
大学卒業後の2001年4月1日付で、有馬隼人・竹内香苗と共に、東京放送（当時）へアナウンサー36期生として入社した。
入社当初から、報道・情報番組のキャスターやスポーツ中継の実況を担当。報道・情報番組では、2015年3月まで平日夕方 - 夜間の帯番組（『イブニング・ファイブ』『総力報道!THE NEWS』『イブニングワイド』『Nスタ』）、以降は2021年9月まで『あさチャン!』（平日早朝の帯番組）へ出演していた。『イブニング・ファイブ』へ出演していた時期には、『J-SPO』（日曜日深夜のスポーツ情報番組）と合わせて、週に6日生放送番組へレギュラーで登場した期間があった。
スポーツアナウンサーとしては、ボクシング（テレビ中継）・競馬（TBSラジオでの中継）の実況や、K-1中継などのリポーターを不定期で担当。また、『J-SPO』のサブキャスター以外にも、『イブニングワイド』や『ウォッチ!』（『あさチャン!』の前身番組）でスポーツキャスターを務めていた。
その一方で、『恋のから騒ぎ』（日本テレビ）に出演した経験のある一般女性と、2006年6月に結婚。2021年7月1日からは、TBSテレビ社内での人事異動によって、「総合編成本部アナウンスセンター アナウンス一部エキスパート特任職スペシャリストアナウンサー兼 情報制作局情報一部」という役職に就いていた。
『あさチャン!』が2021年9月30日で終了したことを受けて、翌10月1日付でTBSテレビ報道局の外信部に異動。異動の直後は、海外支局への赴任に備えながら、「報道局記者」の立場で日本国内の取材リポートを随時担当していた。その一方で、2021年10月16日には、『週末ノオト』（アナウンサー時代の8月までレギュラーでパートナーを務めていたTBSラジオの生ワイド番組）のエンディングにサプライズで登場した。
2021年12月からは、TBSテレビが運営するJNNニューヨーク支局の特派員を務めている。もっとも、着任直後の12月下旬に新型コロナウイルスへ感染したため、実際には隔離療養を経て翌2022年1月から取材活動へ従事。2023年の3月に第5回ワールド・ベースボール・クラシック（WBC）が開催された際には、準決勝と決勝の会場（ローンデポ・パーク）が所在するマイアミ（アメリカ合衆国フロリダ州）での取材リポートに加えて、日本代表チームの優勝に伴う記者会見（日本時間で22日の午後に実施）での代表質問も担当した。
2023年9月1日付でJNNニューヨーク支局からTBSテレビの報道局へ帰任した後に、総合編成本部のアナウンスセンターへ復帰。同月25日（月曜日）から毎週月 - 木曜日に『news23』のキャスターを務めるなど、アナウンサーとしての活動を再開している。

## アナウンサーとしての担当番組

### テレビ
- news23（2023年9月25日 - 、月 - 木曜日キャスター）
  - キャスター就任の翌週（2023年10月2日）にジャニーズ事務所の記者会見へ出席したところ、TBSテレビからの出席者でただ1人、質問の機会を与えられた[7]。ところが、会見を取り仕切っていたFTIコンサルティングが「ジャニーズ事務所にとって都合の良い質問者」というニュアンスで「指名候補リスト」（「OKリスト」）・逆のニュアンスで「NGリスト」を会見の前に作成していたことや、「OKリスト」の中に藤森の氏名が記されていたことが会見後の報道などで判明[8]。10月5日には、FTI社が「OKリスト」と「NGリスト」を独断で作成したうえで、会見を運営するスタッフの間で共有していたことを正式に認めた。
    - 藤森は、上記の報道を受けて10月4日放送分で「OKリスト・NGリスト」の存在を取り上げた際に、自身が記者会見で質問できたことについての心境を「『鋭い質問が来ないから当てられたのか』と思うと、それはそれで結構ショック」との表現で吐露。翌5日の放送では、「『OKリスト』の存在はおろか、自身の名前が『OKリスト』に挙がっていたことも（報道が出るまで）知らなかった」と明言したうえで、「記者会見の質疑応答で特定の社（報道機関）や記者が優遇されたり、避けられたりすることは、『会見自体の意義を失わせる』という意味で許されない」との私見を厳しい口調で述べている[9][10]。
- JNNフラッシュニュース（2023年9月25日 - 、月 - 木曜日キャスター） -　『news23』の本番前に担当

### ラジオ
- まとめて!土曜日（2023年10月7日 - 、メインパーソナリティ）
  - 蓮見孝之（自身が報道局へ異動する前からの同僚アナウンサー）の休職（2023年6月中旬）以降空席になっていた『蓮見孝之　まとめて!土曜日』のメインパーソナリティへ就任するとともに、番組名を『まとめて!土曜日』に変更[11]。

### 過去
いずれも、TBSへ入社してから、TBSテレビ報道局への異動に伴ってアナウンス職を一時離脱するまでに担当。

#### テレビ
- ジャスト
- ウォッチ!（スポーツコーナー）
- 2時ピタッ!
- イブニング・ファイブ・JNNイブニング・ニュース
- J-SPO（2008年10月 - 2009年3月）
- 総力報道!THE NEWS（2009年3月30日 - 9月25日、ニュースキャスター）
- はなまるマーケット（2009年4月30日 - 7月30日、「クイズデイリーママダス2009」木曜日・金曜日担当司会） ほか
- イブニングワイド（サブキャスター兼スポーツキャスター、隔週木曜日は堀尾正明の代理で総合司会を担当）
- Nスタ → Nスタ【第0部および第1部〈ニュースワイド〉】（2010年3月29日 - 2015年3月27日、ニュースキャスター、番組開始から2011年9月まではサブキャスター）
- ピラミッドダービー
- あさチャン!（2015年3月30日 - 2021年9月30日）
- 炎の体育会TV（競技実況）
- ニューイヤー駅伝
- スポーツ（競馬、駅伝実況など）

#### ラジオ
- TBSラジオ エキサイトベースボール（他の担当番組との兼ね合いで、遅くとも2007年シーズン以降ほとんど出番なし）
- 城島茂のどっち派?!（2007年8月 - 2010年4月、2008年10月より『JUNK ZERO Friday special』として放送）
- ザ・トップ5【シーズン5木曜日】（2015年10月1日 - 2016年3月17日、）
- 週末ノオト（アシスタント、2021年1月23日 - 2021年8月18日、毎月第3土曜日出演[12]）
- 爆笑問題の日曜サンデー（競馬コーナー）